# Nicolaus Equiamicus
Nicolaus Equiamicus (* 1974) ist ein deutscher Übersetzer, Autor und Herausgeber. 

## Leben
Neben seiner Tätigkeit als Sachbuch-Herausgeber verfasst Equiamicus auch eigene Sachbücher, Artikel für Fachzeitschriften und belletristische Texte. Er lebt mit seiner Familie im Saarland. 

## Werke

### Autor
Aufsätze
- Rotkäppchen. In: Dirk Bernemann (Text), Annie Bertram (Fotos): Wahre Märchen. UBooks-Verlag, Diedorf 2008, ISBN 978-3-86608-094-2.
- Der Vampir. In: Shekinah. Schriftenreihe für Schamanismus, Okkultismus, Parapsychologie, Magie, Bd. 2. Edition Roter Drache, Nürnberg  2008.
- Die Hexenverfolgung als ein prägendes Erscheinungsbild der frühen Neuzeit. In: Shekinah. Schriftenreihe für Schamanismus, Okkultismus, Parapsychologie, Magie, Bd. 3. Edition Roter Drache, Nürnberg 2008.
- Die zauberische Gestaltveränderung am Beispiel des Werwolfs. In: Shekinah. Schriftenreihe für Schamanismus Okkultismus, Parapsychologie, Magie, Bd. 4. Edition Roter Drache, Nürnberg 2008.
- Der Hexensabbat. In: Shekinah. Schriftenreihe für Schamanismus, Okkultismus, Parapsychologie, Magie, Bd. 5. Edition Roter Drache, Nürnberg 2008.

Monographien
- Kleines Rezeptbuch der historischen Tinten. Bohmeier Verlag, Leipzig 2009, ISBN 978-3-89094-593-4.
- Vampire von damals bis(s) heute. Eine Chronologie. Ubooks-Verlag, Diedorf 2010, ISBN 978-3-86608-149-9.
- Historia Vampyrorum, das ist: Geschichte und umständliche Beschreibung derer im Grabe schmatzenden, wiederkehrenden, und denen Lebendigen das Blut aussaugenden Toten – Eine Chronik durch die Jahrhunderte. Norderstedt 2023. ISBN 978-3-7568-8317-2.
- Geschichte der Vampire und der mit ihnen verwandten Wesen – Eine Chronik durch die Jahrhunderte. Norderstedt 2024. ISBN 978-3-76930-467-1.

### Herausgeber
- Michael Ranft: Traktat von dem Kauen und Schmatzen der Toten in Gräbern. UBooks-Verlag, Diedorf 2006, ISBN 978-3-86608-015-7.
- Ulrich Molitor: Von Unholden und Hexen. UBooks-Verlag, Diedorf 2008, ISBN 978-3-86608-089-8.
- Luise Bernhardi: Die Geisterwelt. Eine Schatzkammer des Wunderglaubens. UBooks-Verlag, Diedorf 2008, ISBN 978-3-86608-086-7.
- Nicolas Rémy: Daemonolatreia oder Teufelsdienst („Daemonolatreiae libri tres“). UBooks-Verlag, Diedorf 2009, ISBN 978-3-86608-113-0.
- Franz Hartmann: Lebendig begraben. Eine Untersuchung der Natur und Ursachen des Scheintodes und die Mittel zur Verhütung des Lebendigbegrabenwerdens. Ubooks-Verlag, Diedorf 2010, ISBN 978-3-86608-122-2.
- Augustin Calmet: Gelehrte Verhandlung der Materie von den Erscheinungen der Geister und der Vampire in Ungarn und Mähren. Edition Roter Drache, Rudolstadt 2007, ISBN 978-3-939459-03-3.[1]
- Von den blutsaugenden Toten oder Philosophische Schriften der Aufklärung zum Vampirismus. Hexenmond-Verlag, Nürnberg 2006, ISBN 978-3-9809645-5-5.[1]
- Wilhelm Hertz: Der Werwolf: Beitrag zur Sagengeschichte. BoD, Norderstedt 2013, ISBN 978-3-7322-5065-3.
- Georg Tallar: Gründlicher Bericht von den sogenannten Blutsaugern, Vampiren, oder in der walachischen Sprache Moroi. BoD, Norderstedt 2013, ISBN 978-3-7322-3931-3.
- Stefan Hock: Die Vampirsagen und ihre Verwertung in der deutschen Literatur. BoD, Norderstedt 2024, ISBN 978-3-75832-757-5.